# سوني بيكتشرز كلاسيك
سوني بيكتشرز كلاسيك (بالإنجليزية: Sony Pictures Classics)‏ هو استوديو أمريكي يقوم بإنتاج وتوزيع الأفلام، تأسس عام 1991 ويقع مقره في نيويورك، نيويورك، الولايات المتحدة.

## وصلات خارجية
- سوني بيكتشرز كلاسيك على موقع IMDb (الإنجليزية)
- الموقع الإلكتروني